# مديرية كعيدنة

تعديل مصدري - تعديل

مديرية كعيدنة إحدى مديريات محافظة حجة في اليمن. بلغ عدد سكانها 69332 نسمة عام 2004. تضم ٧ سبع عزلة.

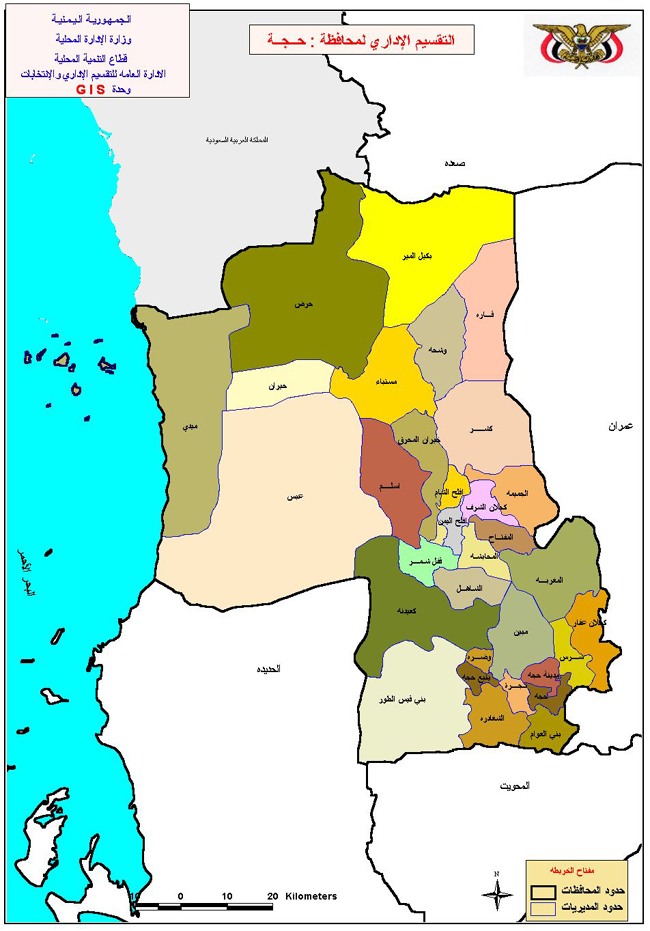
موقع مديرية كعيدنة في محافظة حجة